# Эмер

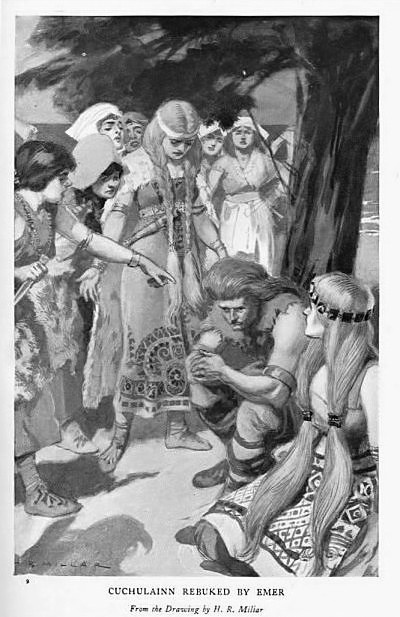
«Эмер упрекает Кухулина». Рисунок Г. Р. Миллера (1905) из книги Чарльза Сквайра «Кельтские мифы и легенды»

Эмер (др.‑ирл. Emer, также Emer Foltchaín («Прекрасноволосая»), ирл. Éimhear) — персонаж уладского цикла ирландских саг, жена Кухулина, дочь Форгалла Манаха.

## В сагах
Женитьба Кухулина на Эмер описана в саге «Сватовство к Эмер». Желая, чтобы у Кухулина появился наследник, и чтобы он перестал ухаживать за их жёнами, улады долго пытались найти Кухулину жену, но безрезультатно. Кухулин сам решил посвататься к Эмер, дочери Форгалла Манаха. Прибыв к Эмер, Кухулин беседует с ней загадками, желая показать свою образованность и хорошее воспитание: он хвалится не только своей храбростью, но и тем, что его вырастили мудрейшие филиды — Сенха и Амаргин. Эмер согласилась выйти замуж за Кухулина. Отец Эмер потребовал, чтобы Кухулин отправился за море учиться боевым искусствам, надеясь, что он не вернётся. Кухулин выучился у женщины-воина Скатах и вернулся на родину. Форгалл отказался пустить Кухулина в крепость, и тот целый год провёл у ворот. Затем он перепрыгнул через стену, убил многих воинов (уцелели лишь три брата Эмер - Скибур, Ибур и Кат) и похитил девушку и сокровища Форгалла; сам Форгалл погиб, спасаясь от Кухулина. Кухулин привёл Эмер в Эмайн Маху. Здесь Брикрен напомнил уладам, что право первой брачной ночи здесь принадлежит королю Конхобару. Было решено, что девушка проведёт ночь в постели Конхобара, но при этом там всё время будут Фергус и друид Катбад. После этого Кухулин и Эмер уже не расставались до самой смерти.
В сагах Кухулин изображается верным мужем Эмер; единственная его измена имеет место в саге Болезнь Кухулина, которая также носит название «Единственная ревность Эмер». В видении Кухулину являются две женщины, и он заболевает; оказывается, что болезнь наслала на него влюблённая сида Фанд, супруга божества Мананнана. В конце концов Фанд и Кухулин решают расстаться, хотя Эмер готова отказаться от Кухулина. Друиды дают Кухулину и Эмер напиток забвения, а Мананнан проводит между Фанд и Кухулином свой волшебный плащ, чтобы они больше не встречались. В саге «Смерть единственного сына Айфе» Эмер пытается уговорить Кухулина не убивать его собственного сына, которого он зачал во время обучения за морем, но безуспешно.

## В культуре
Эмер — героиня пьесы У. Б. Йейтса «Единственная ревность Эмер» — одной из цикла пьес Йейтса, созданных в стилистике театра Но («Четыре пьесы для танцовщиков»). Премьера «Единственной ревности Эмер» состоялась в 1922 году в Амстердаме; в Дублине (Театр Аббатства) пьесы была поставлена в 1926 году. В честь Эмер назван один из кораблей ирландского флота — LÉ Emer (P21).